# ماركو مراد
ماركو مراد هو رسام كرواتي، ولد في 30 ديسمبر 1864 في دوبروفنيك في كرواتيا، وتوفي بنفس المكان في 14 أكتوبر 1944.